# Saint-Brevin-les-Pins

Saint-Brevin-les-Pins este o comună în departamentul Loire-Atlantique, Franța. În 2009 avea o populație de 12,133 de locuitori.